# William Gillies (strzelec)
William McKay Gillies (ur. 15 września 1914 w Catrine w East Ayrshire, zm. 17 grudnia 1986 w Dundonald w South Ayrshire) – hongkoński strzelec pochodzenia szkockiego, olimpijczyk.
Brał udział w igrzyskach w latach 1960 (Rzym) oraz 1964 (Tokio). Dwukrotnie startował w konkurencji pistoletu dowolnego (50 metrów); w Rzymie odpadł w kwalifikacjach (55. miejsce), a w Tokio zajął 31. miejsce.

## Wyniki olimpijskie
| Igrzyska | Konkurencja            | Wynik                           | Miejsce                                                | Źródło |
| -------- | ---------------------- | ------------------------------- | ------------------------------------------------------ | ------ |
| IO 1960  | Pistolet dowolny, 50 m | 332 punkty (87-80-85-80)        | 55. miejsce w kwalifikacjach (nie awansował do finału) | [ 3 ]  |
| IO 1964  | Pistolet dowolny, 50 m | 529 punktów (86-85-89-89-86-94) | 31                                                     | [ 4 ]  |